# Fête des amandiers
La fête des amandiers (ou le moussem des Amandiers), a lieu chaque année à Tafraout, dans l'Anti-Atlas marocain. Elle est destinée à la promotion et à la valorisation du patrimoine local.
Elle se déroule chaque année au mois de mars, depuis 2010.

## Historique
À la suite d'une période de sécheresse, l'association Louz Tafraout décide de faire renaître le moussem après deux décennies d’absence, en collaboration avec la commune rurale de Tafraout, le Ministère de l'Agriculture et de la Pêche Maritime ainsi que le Conseil Régional du Souss-Massa-Drâa.
L'idée de l'association est de valoriser les produits du terroir et de consolider une économie solidaire locale.
Les objectifs du festival sont multiples :
- permettre le développement pour le territoire de l’amandier, en relançant des filières commerciales disparues ;
- valoriser le patrimoine de l’Anti-Atlas ;
- améliorer les conditions socio-économiques des populations locales ;
- faire renaitre une tradition culturelle ancestrale en conviant des artistes ;
- promouvoir le tourisme de la région, mal desservie par les infrastructures routières[2].

Selon l'association, la réussite des années précédentes constitue une motivation supplémentaire pour poursuivre le festival, tout en l'enrichissant.

## Déroulement
Au programme chaque année, une foire des produits de terroir est organisée.
Depuis 2011, de nombreuses coopératives régionales sont présentes et proposent un vaste échantillon de produits (huile d’argan, cactus, miel, safran, henné, huitres de Dakhla, fromage de dromadaire, plantes aromatiques, eau de roses du Dadès, dattes) ainsi que leur savoir-faire.
Au cours des différentes éditions, des tables rondes et des débats sont programmés autour d'acteurs économiques et de scientifiques afin de relancer une filière marchande essoufflée.
En parallèle, de nombreux projets ont été lancés en marge des précédentes éditions, comme l'aménagement et l'équipement de plantations d'amandier et d’olivier, ainsi que l’aménagement des pistes rurales. À titre d'exemple, une plantation de 8 000 arbres a vu le jour en 2010, à la suite de cette initiative.
On retrouve également des activités culturelles (ateliers de sculpture, peinture ou d’art plastique) et des concerts en soirée : en 2011, une exposition d’art plastique est organisée par Louz Tafraout sur le thème la femme en relation avec l’amandier,.
De nombreux groupes et artistes berbères locaux sont conviés, ainsi que des chanteurs internationaux, comme Idir, chanteur kabyle, ou Hindi Zahra,.